# China Open (теніс) 2019

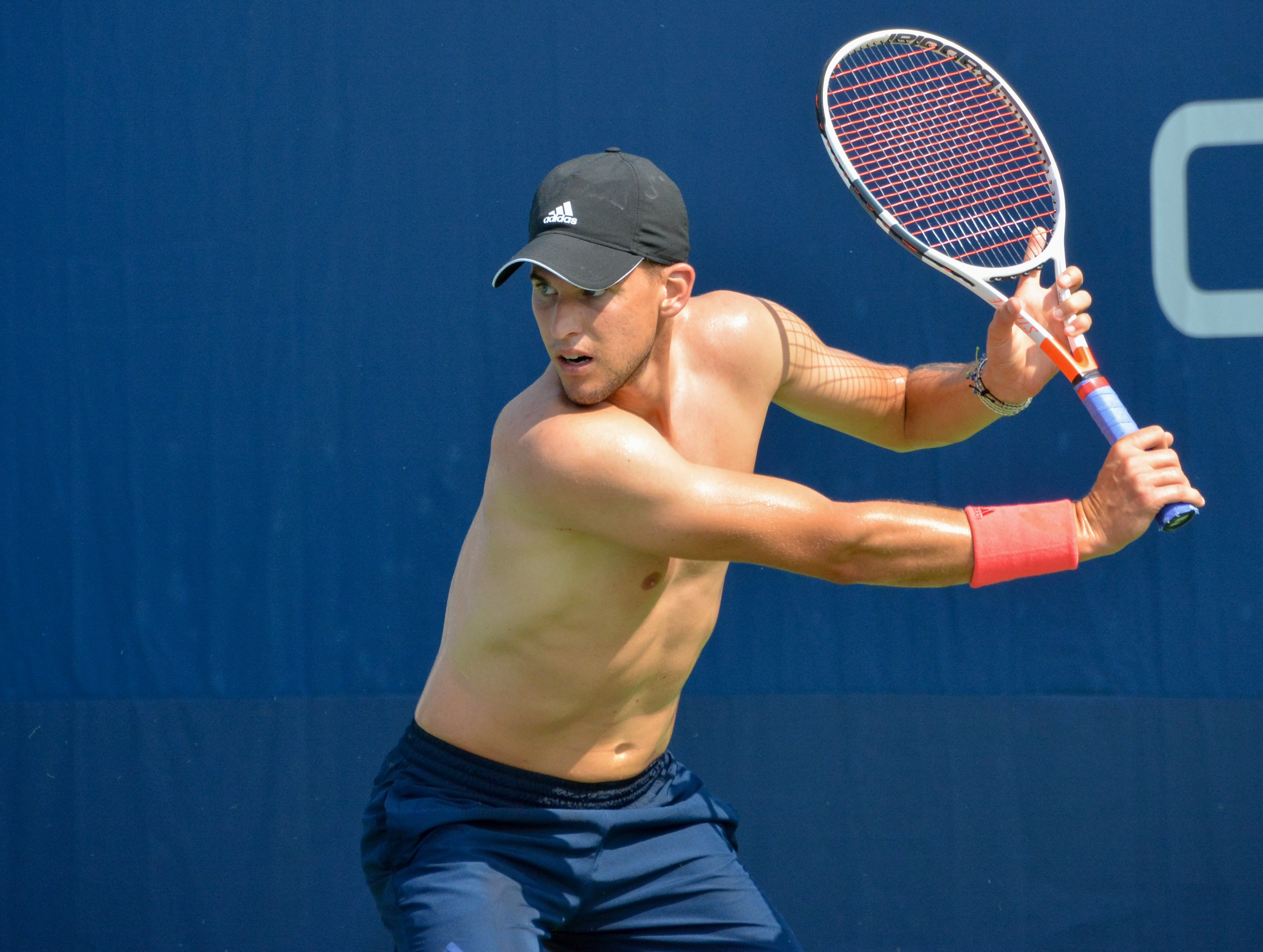
Чемпіон в одиночному розряді Домінік Тім

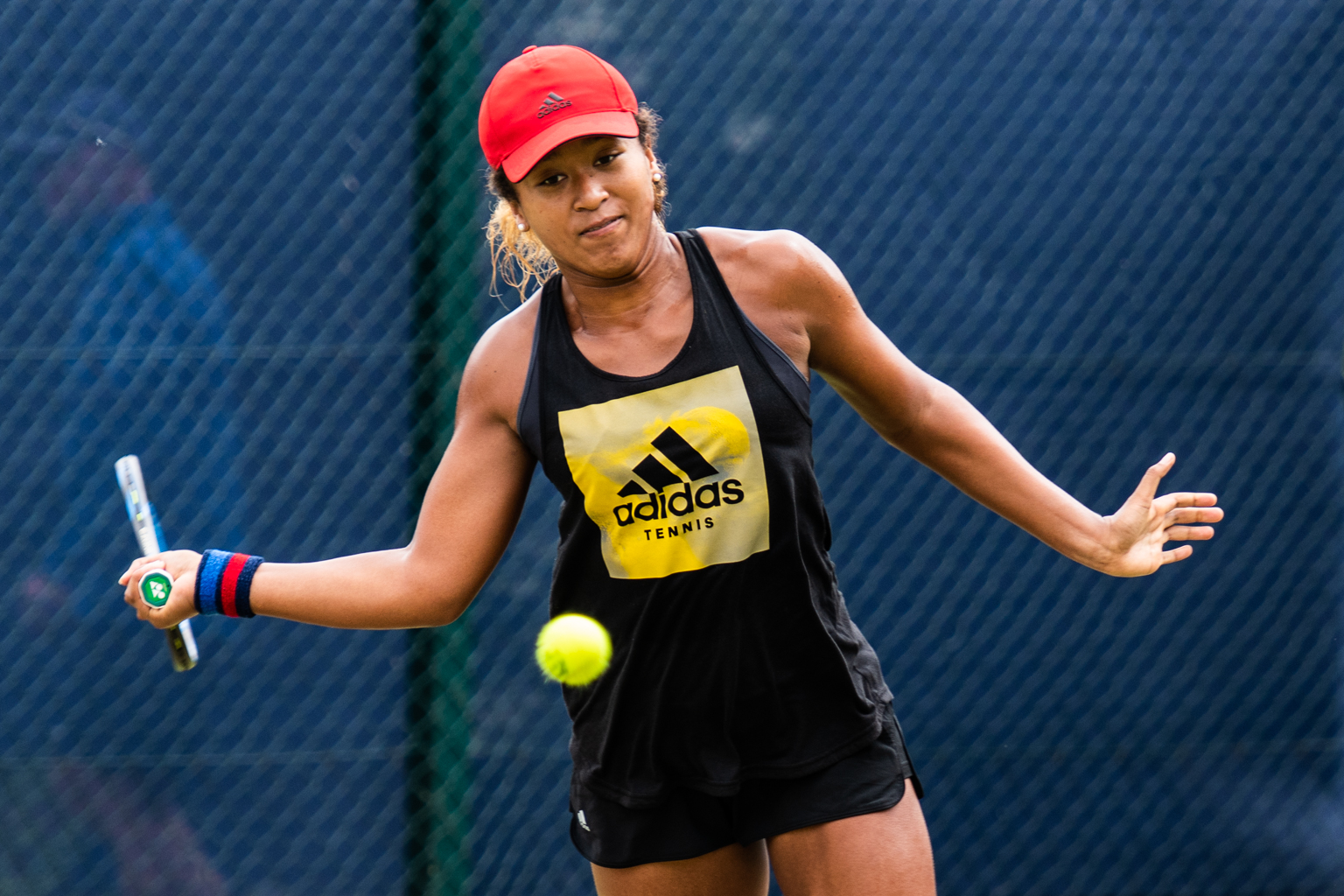
Чемпіонка в одиночному розряді Наомі Осака

Відкритий чемпіонат Китаю з тенісу 2019 — тенісний турнір, що проходив на відкритих кортах з твердим покриттям National Tennis Center у Пекіні (Китай). Це був 21-й за ліком China Open серед чоловіків і 23-й - серед жінок. Належав до категорії 500 в рамках Тур ATP 2019, і категорії Premier Mandatory в рамках Туру WTA 2019. Тривав з 30 вересня до 6 жовтня 2019 року.

## Очки і призові

### Нарахування очок
| Дисципліна                 | П     | Ф   | ПФ  | ЧФ  | 1/8 | 1/16 | 1/32 | Q   | Q2  | Q1  |
| Чоловіки, одиночний розряд | 500   | 300 | 180 | 90  | 45  | 0    | Н/Д  | 20  | 10  | 0   |
| Чоловіки, парний розряд    | 500   | 300 | 180 | 90  | 0   | Н/Д  | Н/Д  | 45  | 25  | 0   |
| Жінки, одиночний розряд    | 1,000 | 650 | 390 | 215 | 120 | 65   | 10   | 30  | 20  | 2   |
| Жінки, парний розряд       | 1,000 | 650 | 390 | 215 | 120 | 10   | Н/Д  | Н/Д | Н/Д | Н/Д |

### Призові гроші
| Дисципліна                 | П          | F        | ПФ       | ЧФ       | 1/8     | 1/16    | 1/32    | Q2      | Q1     |
| Чоловіки, одиночний розряд | $733,990   | $364,615 | $183,975 | $94,680  | $48,325 | $26,735 | Н/Д     | $10,280 | $5,140 |
| Чоловіки, парний розряд    | $228,110   | $111,660 | $56,010  | $28,740  | $14,840 | Н/Д     | Н/Д     | Н/Д     | Н/Д    |
| Жінки, одиночний розряд    | $1,523,265 | $762,265 | $371,915 | $178,665 | $85,980 | $41,625 | $23,915 | $6,365  | $3,700 |
| Жінки, парний розряд       | $515,355   | $258,600 | $115,125 | $53,130  | $24,800 | $11,515 | Н/Д     | Н/Д     | Н/Д    |

## Учасники основної сітки в рамках чоловічого турніру

### Сіяні учасники
| Країна    | Гравець               | Рейтинг1 | Сіяний |
| --------- | --------------------- | -------- | ------ |
| Австрія   | Домінік Тім           | 5        | 1      |
| Німеччина | Александр Зверєв      | 6        | 2      |
| Греція    | Стефанос Ціціпас      | 7        | 3      |
| Росія     | Карен Хачанов         | 9        | 4      |
| Іспанія   | Роберто Баутіста Аґут | 10       | 5      |
| Італія    | Фабіо Фоніні          | 11       | 6      |
| Франція   | Гаель Монфіс          | 12       | 7      |
| Італія    | Маттео Берреттіні     | 13       | 8      |

- 1 Рейтинг подано станом на 23 вересня 2019

### Інші учасники
Нижче наведено учасників, які отримали вайлдкард на участь в основній сітці:
- Li Zhe
- Френсіс Тіафо
- Чжан Чжичжень

Гравці, що потрапили в основну сітку, використавши захищений рейтинг:
- Енді Маррей

Учасники, що потрапили до основної сітки як особливий виняток:
- Альберт Рамос Віньйолас

Нижче наведено гравців, які пробились в основну сітку через стадію кваліфікації:
- Жеремі Шарді
- Пабло Куевас
- Dan Evans
- Cameron Norrie

### Відмовились від участі
- Нік Киріос → його замінив  Сем Кверрі
- Данило Медведєв → його замінив  Михайло Кукушкін

### Знялись
- Cristian Garín

## Учасники основної сітки в парному розряді

### Сіяні пари
| Країна    | Гравець               | Країна        | Гравець      | Рейтинг1 | Сіяний |
| --------- | --------------------- | ------------- | ------------ | -------- | ------ |
| Колумбія  | Хуан Себастьян Кабаль | Колумбія      | Роберт Фара  | 2        | 1      |
| Польща    | Лукаш Кубот           | Бразилія      | Марсело Мело | 9        | 2      |
| ПАР       | Равен Класен          | Нова Зеландія | Майкл Венус  | 18       | 3      |
| Німеччина | Кевін Кравіц          | Німеччина     | Андреас Міс  | 26       | 4      |

- Рейтинг подано станом на 23 вересня 2019

### Інші учасники
Нижче наведено пари, які отримали вайлдкард на участь в основній сітці:
- Gao Xin /  Hua Runhao
- Gong Maoxin /  Zhang Ze

Нижче наведено пари, що пробились в основну сітку через стадію кваліфікації:
- Кайл Едмунд /  Dan Evans

## Учасниці основної сітки в рамках жіночого турніру

### Сіяні пари
Нижче подано список сіяних гравчинь. Посів визначено на основі рейтингу WTA станом на 23 2019. Rankings and points before are станом на 30 2019.
| Сіяна | Рейтинг | Гравчиня          | Очки перед | Очки, що захищає | Очки здобуті | Очки після | Підсумок                                      |
| ----- | ------- | ----------------- | ---------- | ---------------- | ------------ | ---------- | --------------------------------------------- |
| 1     | 1       | Ешлі Барті        | 6,446      | 0                | 650          | 7,096      | Runner-up,, її перемогла Наомі Осака [4]      |
| 2     | 2       | Кароліна Плішкова | 6,125      | 120              | 10           | 6,015      | 1 коло, її перемогла Олена Остапенко [WC]     |
| 3     | 3       | Еліна Світоліна   | 5,320      | 10               | 215          | 5,525      | чвертьфінал, її перемогла Кікі Бертенс [8]    |
| 4     | 4       | Наомі Осака       | 5,011      | 390              | 1000         | 5,621      | Champion, — Ешлі Барті [1]                    |
| 5     | 6       | Б'янка Андрееску  | 4,835      | (9)†             | 215          | 5,041      | чвертьфінал, її перемогла Наомі Осака [4]     |
| 6     | 5       | Сімона Халеп      | 4,907      | 10               | 65           | 4,962      | 2-ге коло, її перемогла Катерина Александрова |
| 7     | 7       | Петра Квітова     | 4,571      | 10               | 215          | 4,776      | чвертьфінал, її перемогла Ешлі Барті [1]      |
| 8     | 8       | Кікі Бертенс      | 4,225      | 120              | 390          | 4,495      | півфінал, її перемогла Ешлі Барті [1]         |
| 9     | 10      | Белінда Бенчич    | 3,738      | 10               | 120          | 3,848      | 3 коло, її перемогла Петра Квітова [7]        |
| 10    | 13      | Анджелік Кербер   | 2,830      | 120              | 65           | 2,775      | 2-ге коло, її перемогла Полона Герцог         |
| 11    | 15      | Медісон Кіз       | 2,767      | 65               | 65           | 2,767      | 2-ге коло, її перемогла Jennifer Brady [Q]    |
| 12    | 14      | Арина Соболенко   | 2,785      | 215              | 65           | 2,635      | 2-ге коло, її перемогла Дарія Касаткіна       |
| 13    | 12      | Слоун Стівенс     | 2,873      | 120              | 65           | 2,818      | 2-ге коло, її перемогла Чжен Сайсай           |
| 14    | 20      | Ван Цян           | 2,423      | 390              | 10           | 2,043      | 1 коло знялася проти Айла Томлянович          |
| 15    | 16      | Софія Кенін       | 2,600      | (105)†           | 120          | 2,615      | 3 коло, її перемогла Еліна Світоліна [3]      |
| 16    | 19      | Каролін Возняцкі  | 2,493      | 1,000            | 390          | 1,883      | півфінал, її перемогла Наомі Осака [4]        |

† 2018 року гравчиня не кваліфікувалась на турнір. Тож її очки за потрапляння в 16 найкращих відраховано.
The following players would have been seeded, but знялись before the event. 
| Рейтинг | Player         | Points before | Points defending | Points after | Withdrawal reason |
| ------- | -------------- | ------------- | ---------------- | ------------ | ----------------- |
| 9       | Серена Вільямс | 3,935         | 0                | 3,935        | Schedule change   |
| 11      | Джоанна Конта  | 3,073         | 10               | 3,063        | Травма коліна     |

### Інші учасниці
Нижче наведено учасниць, які отримали вайлдкард на участь в основній сітці:
- Світлана Кузнецова
- Олена Остапенко
- Пен Шуай
- Wang Xinyu
- Ван Сю

Нижче наведено гравчинь, які пробились в основну сітку через стадію кваліфікації:
- Анна Блінкова
- Дженніфер Брейді
- Лорен Девіс
- Магда Лінетт
- Крістіна Макгейл
- Бернарда Пера
- Ребекка Петерсон
- Андреа Петкович

### Відмовились від участі
До початку турніру
- Вікторія Азаренко → її замінила  Джил Тайхманн
- Джоанна Конта → її замінила  Вероніка Кудерметова
- Анетт Контавейт → її замінила  Вінус Вільямс
- Марія Саккарі → її замінила  Полона Герцог
- Карла Суарес Наварро → її замінила  Айла Томлянович
- Леся Цуренко → її замінила  Джессіка Пегула
- Маркета Вондроушова → її замінила  Ван Яфань
- Серена Вільямс → її замінила  Крістіна Младенович

### Знялись
- Ван Цян (cramping)

## Учасниці основної сітки в парному розряді

### Сіяні пари
| Країна            | Гравчиня             | Країна            | Гравчиня            | Рейтинг1 | Сіяна |
| ----------------- | -------------------- | ----------------- | ------------------- | -------- | ----- |
| Китайський Тайбей | Сє Шувей             | Чехія             | Барбора Стрицова    | 6        | 1     |
| Угорщина          | Тімеа Бабош          | Франція           | Крістіна Младенович | 7        | 2     |
| Бельгія           | Елісе Мертенс        | Білорусь          | Арина Соболенко     | 8        | 3     |
| Канада            | Габріела Дабровскі   | КНР               | Сюй Їфань           | 16       | 4     |
| Німеччина         | Анна-Лена Гренефельд | Нідерланди        | Демі Схюрс          | 26       | 5     |
| Китайський Тайбей | Чжань Хаоцін         | Китайський Тайбей | Латіша Чжань        | 28       | 6     |
| Австралія         | Саманта Стосур       | КНР               | Ч Шуай              | 30       | 7     |
| США               | Ніколь Мелічар       | Чехія             | Квета Пешке         | 36       | 8     |

- 1 Rankings are станом на 23 2019

### Інші учасниці
Нижче наведено пари, які отримали вайлдкард на участь в основній сітці:
- Софія Кенін /  Бетані Маттек-Сендс
- Ніномія Макото /  Ян Чжаосюань
- Пен Шуай /  Ван Яфань

## Переможці та фіналісти

### Одиночний розряд, чоловіки
- Домінік Тім —  Стефанос Ціціпас, 3–6, 6–4, 6–1

### Одиночний розряд, жінки
- Наомі Осака —  Ешлі Барті, 3–6, 6–3, 6–2

### Парний розряд, чоловіки
- Іван Додіг /  Філіп Полашек —  Лукаш Кубот /  Марсело Мело,  6–3, 7–6(7–4)

### Парний розряд, жінки
- Софія Кенін /  Бетані Маттек-Сендс —  Олена Остапенко /  Даяна Ястремська, 6–3, 6–7(5–7), [10–7]